# Chelonus cypri
Chelonus cypri är en stekelart som först beskrevs av Vladimir Ivanovich Tobias 2001.  Chelonus cypri ingår i släktet Chelonus och familjen bracksteklar. Inga underarter finns listade i Catalogue of Life.